# Furcifer rhinoceratus
Furcifer rhinoceratus là một loài thằn lằn trong họ Chamaeleonidae. Loài này được Gray mô tả khoa học đầu tiên năm 1845.